# Lindenbach
Lindenbach är ett vattendrag i Österrike.   Det ligger i förbundslandet Oberösterreich, i den norra delen av landet, 220 km väster om huvudstaden Wien.
Omgivningarna runt Lindenbach är en mosaik av jordbruksmark och naturlig växtlighet. Runt Lindenbach är det ganska tätbefolkat, med 90 invånare per kvadratkilometer.